# Авария Ан-12 под Киевом
Авария Ан-12 под Киевом — авиационная авария, произошедшая 12 декабря 1990 года. Грузовой самолёт Ан-12Б КАПО имени Антонова выполнял грузовой внутренний рейс по маршруту Батуми — Киев, но при подлёте к Киеву экипаж случайно отключил подачу топлива. Экипаж, пытаясь запускать двигатели, не включил подачу топлива, а бортинженер, осознав что выключена подача топлива, попытался запустить подачу, но ему это не удалось. Вскоре, самолёт совершил аварийную посадку на поле, столкнулся с пригорком, врезался в шоссе Борисполь—Бровары и разрушился на 2 части. Никто из 17 человек на борту (12 пассажиров и 5 членов экипажа) не погиб, 14 человек получили ранения.
Из-за того, что самолёт перевозил мандарины, происшествие получило имя «Мандариновый рейс»

## Самолёт
Ан-12Б с регистрационным номером CCCP-29110 (заводской — 402502, серийный — 25-02) был выпущен Воронежским авиационным заводом 28 декабря 1964 года и продан Министерству авиационной промышленности СССР, которое в свою очередь в январе 1966 года передало самолёт Киевскому авиационному заводу. Общая наработка 25-летнего борта 29110 составляла 4461 лётный час и 2703 цикла взлёт-посадка.

## Экипаж
Состав экипажа был таким:
- Командир воздушного судна (КВС) — Анатолий В. Слободянюк;
- Второй пилот — Алексей Круц:
- Штурман — Сергей Захарченко
- Бортинженер — Валерий Мареев;
- Бортрадист — Андрей Ильич Кострыкин;

## Хронология событий

### Остановка двигателей
Борт 29110 выполнял коммерческий рейс Батуми — Киев по доставке к новогодним праздникам груза — 12 тонн мандаринов; на борту находились 5 членов экипажа и 12 пассажиров. Полёт проходил на эшелоне 7800 метров, при этом полётный вес составлял 68 тонн, когда после пролёта Черкасс экипаж получил разрешение снижаться и занимать эшелон 3000 метров. Из сообщения АТИС была получена информация о погоде в заводском аэропорту Гостомель: температура воздуха 0 °C, сплошная облачность (10 баллов) с верхней границей 4000 метров, видимость 1600 метров, в облаках слабое обледенение. В 15:24 на высоте 4150 метров второй пилот Круц стал включать противообледенительную систему (ПОС) крыла, для чего на правом щите открыл прозрачную предохранительную крышку и увидел, что все тумблеры находятся в положении «включено», однако при этом не горят зелёные лампы индикации открытого положения ПОС. Но борт 29110 был довольно старым самолётом (возраст — почти 26 лет), поэтому в кабине на правом щите рядом с тумблерами ПОС находились также стоп-краны (служат для прекращения подачи топлива в двигатели), также прикрытые прозрачной крышкой; именно стоп-краны и были ошибочно приняты вторым пилотом за тумблеры ПОС, который продолжая подозревать неисправность системы, выключил все тумблеры и затем собирался их вновь включить, когда вдруг его внимание, как и всех остальных в кабине, привлёк изменившийся шум работы двигателей.
| 15:24:47 | Ш   | Что такое?                             |
|          | КВС | Так, Валера, у нас двигатели, слышишь? |
|          | 2П  | Что такое, двигатели?                  |
|          | Э   | Стали… двигатели… краны…               |
| 15:25:05 | БИ  | Стоп-краны же выключили                |
|          | КВС | Так, Валера, спокойно                  |
|          | БИ  | Спокойно, собрались                    |
|          | КВС | Так, будем запускать                   |

Отключение стоп-кранов привело к тому, что двигатели выключились, при этом незафлюгированные воздушные винты перешли в режим авторотации, создавая аэродинамическое сопротивление. В результате приборная скорость полёта снизилась с 450 до 370 км/ч, а вертикальная скорость снижения возросла до 15 м/с. Опознав режим авторотации, в 15:25:17 командир даёт команду зафлюгировать воздушный винт № 1 (крайний левый), после чего наблюдает, что на втором двигателе (внутренний левый) винт также вращается. Второй пилот ошибочно докладывает, что оставшиеся три двигателя работают, поэтому командир для поддержания падающего числа оборотов стал очень медленно (на протяжении 16 секунд) перемещать рычаги управления двигателями (РУД) вперёд, когда примерно на 42 % от полного режима система автоматически флюгирует оставшиеся три воздушных винта.

### Попытки запуска двигателей
Полёт в это время проходил в облаках, из-за чего пилотам приходилось сосредотачивать внимание на приборах, а потому они едва могли анализировать ситуацию и быстро найти причину остановки двигателей. Для запуска двигателей бортинженер включил все подкачивающие насосы, перейдя на ручное управление выработкой топлива. Далее командир включил «Запуск в воздухе», а бортинженер вытянул кнопку флюгирования (КФЛ), после чего первый винт был переведён в режим авторотации и начат запуск первого двигателя, когда тот при числе оборотов 70 % самовыключился. Далее экипаж попытался запустить двигатель №4 (крайний правый), но и эта попытка оказалась неудачной, так как оба запуска выполнялись при по-прежнему выключенных стоп-кранах. Для предотвращения разряда аккумуляторных батарей, на высоте 3000 метров была дана команда отключить все оставшиеся противообледенительные системы, после чего второй пилот отключил обогрев входных направляющих аппаратов (ВНА), винтов и коков, а также выключил отбор воздуха от двигателей; однако он забыл выключить обогрев хвостового оперения, что вместе с работающими подкачивающими насосами быстро разряжает электрические батареи. Подозревая, что двигатели не запустились из-за включенного отбора воздуха, высоких скорости полёта (380—390 км/ч) и угла атаки (10,5°), командир на высоте 2700 метров предпринимает попытку запустить уже третий двигатель, которая также оказывается безрезультатной.
Диспетчер подхода аэропорта Борисполь даёт команду экипажу переходить на частоту 130,6, когда наконец штурман докладывает на землю, что самолёт уже на высоте 2400 метров (вертикальная скорость снижения — 24 м/с), вместо разрешённой 3000 метров, а также что не работают все четыре двигателя. Затем только на высоте 1800 метров бортинженер Мареев наконец замечает причину отказа двигателей, доложив: Краны же… стоп-краны… вот в чём дело! Тогда предпринимается очередная попытка запустить двигатель № 1, но к этому времени заряда батарей уже недостаточно для запуска. В 15:28 диспетчер «Борисполь-подход» сообщает экипажу, что они на траверзе примерно в 10 км от аэропорта Борисполь, рабочая полоса 18 правая, давление 748 мм рт. ст., на что командир принимает решение, что посадка будет выполняться не в Гостомеле, а в Борисполе, поэтому даёт команду аварийно выпустить шасси и настроить привода на ДПРС, после чего стал поворачивать вправо на посадочный курс. Но так как к тому времени напряжение в бортовой сети упало настолько, что радионавигационное оборудование не работало нормально, стало понятно, что самолёт при текущей погоде (нижняя граница облачности 100 метров, горизонтальная видимость 1600 метров) не сможет нормально достичь полосы. Тогда поворот был прекращён, после чего за счёт увеличения вертикальной скорости до 24 м/с приборная скорость возросла до 390 км/ч; командир на это пошёл, чтобы после выхода из облаков был запас скорости для манёвра к безопасному месту, дабы избежать жертв на земле.

### Вынужденная посадка
На высоте 120 метров Ан-12 вышел из облачности, после чего пилоты увидели идущую под углом 20° к курсу лесопосадку, поэтому, выполнив левый доворот, направились вдоль неё. Затем было замечено поле, насколько позволяла видимость. Не имея возможности рассмотреть далее идущую местность, командир Слободянюк на скорости 350 км/ч принимает решение садиться на это поле здесь и сейчас, после чего направил машину к земле. В 15:31 с перегрузкой 1,6—2,0 единиц самолёт с выпущенными шасси и убранными закрылками приземлился на поле. Пробежав по земле 150 метров, борт 29110 ударился первым двигателем о пригорок, в результате чего двигатель вместе с частью левой плоскости отделились. Затем на скорости 140 км/ч промчавшись под линией электропередач и над глубоким кюветом, тяжёлая машина средней частью планера ударилась о насыпь автодороги Борисполь — Бровары, в результате чего фюзеляж разломился пополам, при этом носовая часть с центропланом перелетели дорогу и остановились в поле только в 740 метрах от точки первого касания земли. Пожара не возникло, а из людей на борту были ранены два члена экипажа и все двенадцать пассажиров, но никто не погиб; груз (мандарины) рассыпался по полю.